# Actenoides
Actenoides is een geslacht van vogels uit de familie van de ijsvogels (Alcedinidae). De wetenschappelijke naam van het geslacht is voor het eerst geldig gepubliceerd in 1850 door Bonaparte.

## Soorten
De volgende soorten zijn bij het geslacht ingedeeld:
- Actenoides bougainvillei – Salomonsbosijsvogel
- Actenoides concretus – Maleise bosijsvogel
- Actenoides hombroni – Mindanaobosijsvogel
- Actenoides lindsayi – Luzonbosijsvogel
- Actenoides monachus – Blauwkopbosijsvogel
- Actenoides princeps – Streepkopbosijsvogel